# Mellame
Mellame (Melam in dialetto locale) è una frazione del comune italiano di Arsiè, in provincia di Belluno.

## Geografia fisica
Il paese si raccoglie su un pianoro posto lungo le pendici del monte Celado (1316 m s.l.m.), a nord di Arsiè e a ovest di Rivai.

## Storia
Compare per la prima volta in un documento nel 1085 come Mollame. Il toponimo potrebbe richiamare la coltivazione del melo, anche se mancano le conferme di studiosi quali Dante Olivieri e Giovan Battista Pellegrini.
Nell'ultimo periodo ha subito un pesante spopolamento, passando dagli 800 abitanti degli anni 1970 agli attuali 250.

## Monumenti e luoghi d'interesse

### Parrocchiale di San Martino
Di questo edificio si hanno notizie solo dal XV secolo, quando era chiesa campestre dipendente dalla pieve di Arsiè. Manteneva la stessa qualifica anche durante la visita pastorale del 1535: pur grande e in buone condizioni, affiancata da un campanile e con cimitero annesso, non era ancora dotata del fonte battesimale. In quest'ultima occasione le venne concesso un sacerdote stabile, eletto dalla comunità (diritto a cui i capifamiglia rinunziarono solo nel 1946).
La nascita della parrocchia può essere collocata il 18 gennaio 1718, quando il vescovo di Padova Giorgio Corner concesse a San Martino il fonte battesimale.
A causa delle dimensioni insufficienti, fu rifatta a più riprese nel corso dell'Ottocento (la navata nel 1822, il presbiterio quarant'anni dopo) e ancora nel 1904. Nel 1918, durante la grande guerra, il campanile fu colpito da una granata e crollò sul tetto, rendendo necessari nuovi interventi.
Vi si conserva un tabernacolo a muro risalente alla seconda metà del XV secolo, in pietra scolpita e dorata. La parte superiore è ornata da un bassorilievocon l'Annunciazione . Sull'altare della Madonna si trova una pala di Pietro Marescalchi raffigurante la Madonna col Bambino e i santi Martino e Giovanni Battista (XVI secolo).

### Monumento alla Madonna dell'Emigrante
Progettato da Silvio Lancerini e inaugurato il 1º giugno 1968, fu eretto sul colle del Castellir perché fosse visibile dal capoluogo comunale
È costituito da una Madonna in bronzo poggiante su una sfera azzurra che rappresenta il mondo. Il tutto è sovrastato da un arco di cemento: comunemente ritenuto un manico di valigia, è invece l'anello di una simbolica catena che lega l'emigrante alla terra d'origine.